# Tadeusz Depciuch
Tadeusz Depciuch (ur. 28 marca 1928 w Przemyślu, zm. 9 lutego 2007 w Warszawie) – polski geochemik, specjalista w zakresie geochronologii skał magmowych i metamorficznych.

## Młodość
Ojciec, Andrzej, był magazynierem kolejowym, matką była Stanisława Tartaczyńska.
Dzieciństwo i lata wojenne spędził w rodzinnym mieście. Szkołę powszechną skończył podczas okupacji niemieckiej. Gdy w 1943 starszą siostrę wywieziono na roboty do Niemiec, został zmuszony do pracy zarobkowej. Podjął się wówczas nauki zawodu w zakładzie fryzjerskim.
Po wyzwoleniu, w 1944, rozpoczął naukę w I Państwowym Liceum i Gimnazjum im. J. Słowackiego. Świadectwo dojrzałości otrzymał w 1948. W tym samym roku rozpoczął studia na Uniwersytecie Poznańskim, na Wydziale Matematyczno- Przyrodniczym, na kierunku chemicznym i mineralogicznym. Wśród jego wykładowców byli Kazimierz Smulikowski i Antoni Polański. W 1951 Uniwersytet Poznański został zreorganizowany, a kierunki, które studiował Tadeusz Depciuch, znalazły się na dwóch niezależnych Wydziałach: na Wydziale Matematyki, Fizyki i Chemii oraz na Wydziale Biologii i Nauk o Ziemi.
Po ukończeniu studiów w 1952 otrzymał dwa dyplomy: magistra chemii oraz ukończenia studiów wyższych I stopnia w zakresie mineralogii. Dyplom magistra w tej drugiej specjalności otrzymał na podstawie pracy Wpływ pierwiastków śladowych na trwałość siarczku miedziowego, wykonanej pod kierunkiem prof. Alfonsa Krausego.

## Praca
Na podstawie nakazu pracy Tadeusz Depciuch został w styczniu 1953 zatrudniony w Ministerstwie Przemysłu Chemicznego na stanowisku geologa, a w 1955 przeniesiony do nowo utworzonego Centralnego Zarządu Kopalnictwa Surowców Chemicznych. Zajmował się opracowywaniem planów robót rozpoznawczych i poszukiwawczych takich surowców, jak piryt, arsenopiryt, baryt, fluoryt, gipsy, anhydryty, fosforyty, ziemie krzemionkowe oraz ochry.
W miarę napływu geologów, którzy przejmowali te prace w swoich kopalniach, działalność Depciucha nabierała coraz bardziej urzędniczego charakteru. Ponieważ mu to nie odpowiadało, to mimo awansu na Zastępcę Głównego Geologa Resortu wystąpił o przeniesienie do Instytutu Geologicznego w Warszawie. Pod koniec 1958 został tam przyjęty, na stanowisko asystenta w Zakładzie Złóż Surowców Promieniotwórczych.
W 1965 Tadeusz Depciuch otrzymał stopień doktora na podstawie rozprawy Geochemia i geneza koncentracji uranu w górnokarbońskich osadach klastycznych niecki śródsudeckiej, przygotowanej pod kierunkiem prof. Antoniego Polańskiego. Praca ta została w 1969 wyróżniona II Nagrodą im. K. Bohdanowicza.
W 1966 przejął kierownictwo Pracowni Mineralogii i Geochemii, która zajmowała się tematyką geochronologiczną. Skonstruował wówczas nowy aparat do oznaczania argonu metodą wolumetryczną.
W latach 1968–1969 spędził 10 miesięcy we Francji jako stypendysta rządu francuskiego. Zapoznawał się z metodami badawczymi laboratoriów geochronologicznych w Centre National de la Recherche Scientifique w Nancy, u prof. Marcela Roubault i prof. Friedricha Leutweina, oraz w Département de Géologie et Minéralogie de la Faculté des Sciences w Clermont-Ferrand, u prof. Maurice’a Roques. Laboratoria te do badań geochronologicznych stosowały metodę rubidowo-strontową (Rb-Sr) oraz odmianę metody potasowo-argonowej, opartej na rozcieńczaniu izotopowym argonu. Jednakże ze względu na wysokie koszty zakupu aparatur nie udało się, niestety, T. Depciuchowi wprowadzić tej ostatniej metody do Instytutu.
Odbył również staż w zakresie organizacji i metodyki poszukiwań złóż uranu w ośrodku szkoleniowym Comissariat à l’Énergie Atomique w Razès pod Limoges.
W 1970 w wyniku reorganizacji Instytutu został kierownikiem Pracowni Geochronologii w Zakładzie Geochemii. Został również z ramienia Polski stałym członkiem Komisji Wieku Bezwzględnego przy Asocjacji Karpacko-Bałkańskiej. W 1973 powołano go na stanowisko docenta.
Został też zatrudniony w Pracowni Struktur Materiałowych w Instytucie Podstawowych Problemów Techniki PAN jako konsultant do badań struktur materiałów złożonych. Podjął również współpracę z Instytutem Elektrotechniki oraz z Politechniką Warszawską w zakresie petrografii i technologii materiałów izolacyjnych.

## Tematyka badawcza
W pierwszym okresie zajmował się badaniem petrografii, geochemii i genezy złoża uranu w Grzmiącej, odkrytego w karbonie depresji śródsudeckiej, a potem także złoża uranu w Radoniowie, w metamorfiku izerskim. Uczestniczył przy tym w geochemicznych poszukiwaniach uranu w Sudetach metodą aluwialnego zdjęcia uranometrycznego.
W latach 1961–1964 pracował w Górach Kaczawskich i na ich Pogórzu, w Rudawach Janowickich, w Górach Sowich, Bardzkich, w Górach Złotych i Bialskich oraz w Masywie Śnieżnika. W 1962 Depciuch brał także udział w poszukiwaniu piasków cyrkonowych na plażach bałtyckich. Obliczono wówczas ich zasoby w rejonie Mielna.
W 1964 rozpoczął badania geochronologiczne, które przejął po Jerzym Boruckim. Według koncepcji J. Boruckiego powstał w Pracowni Analitycznej Zakładu Pierwiastków Rzadkich i Promieniotwórczych IG, w 1962, aparat do stosowania metody potasowo-argonowej (K-Ar) w badaniach geochronologicznych. Pomiary argonu były robione metodą objętościową. Urządzenie było wzorowane na przyrządzie stosowanym w Instytucie Geochemii i Chemii Analitycznej im. Władimira Wernadskiego w Moskwie.
Skupił się początkowo na badaniach wieku radiometrycznego granitoidów dolnośląskich. Przebadał granitoidy strzegomskie, karkonoskie, kłodzko-złotostockie i strzelińskie a poza tym gnejsy Gór Sowich. Wszystkie oznaczenia były kontrolowane i interpretowane za pomocą opracowanej przez niego i Lisa matematycznej metody izochronowej. Datowania granitoidów wykazały znaczne zróżnicowanie ich radiometrycznego wieku.
Następnie, w 1968 lub nieco wcześniej, wspólnie z F.J. Lisem i Hubertem Sylwestrzakiem, zajął się skałami fundamentu krystalicznego polskiej części platformy wschodnioeuropejskiej. Z uwagi na nierównomierne rozmieszczenie otworów wiertniczych najwięcej danych uzyskał ze skał kompleksu podlaskiego i intruzji suwalskiej. Zaprzeczyły one w dużym stopniu dotychczas przyjmowanemu wiekowi tych skał. Wykazały one bowiem, iż realny wiek kompleksu podlaskiego mieści się w granicach 1600–2000 mln lat, co wskazywałoby na svekofeński cykl orogeniczny. Cykl ten został zakończony m.in. intruzją suwalską (około 1400 mln lat).

## Praca za granicą
W maju 1974 wyjechał na dziesięcioletni kontrakt ONZ do Dahomeju (obecnie Benin) jako ekspert w dziedzinie geochemii. W Cotonou, głównym mieście Beninu, zorganizował laboratorium chemiczno-geochemiczne. Pod jego kierownictwem wykonano tam ponad 500 000 oznaczeń geochemicznych na potrzeby Beninu, a także innych krajów afrykańskich. Prowadził również poszukiwania surowców mineralnych metodami geochemicznymi i geologicznymi. Prace te przyniosły odkrycie złóż fosforytów, złota, marmurów, kaolinu i glinu dla ceramiki budowlanej.

## Praca po powrocie do kraju
Po pewnym czasie, powrocie do kraju, zaczął niedomagać, co było zapewne spowodowane długotrwałym przebywaniem w Afryce, w klimacie niekorzystnym dla Europejczyka, i przebytą tam malarią. W związku z tym, do czasu przejścia na emeryturę w 1993, pracował w Instytucie na pół etatu, w Zakładzie Geochemii i Chemii Analitycznej, a od 1992, po kolejnej reorganizacji Instytutu, w Zakładzie Petrografii i Geochemii. Zajmował się głównie metodyką oznaczania złota metodą absorpcyjnej spektrometrii atomowej, był członkiem Polskiego Towarzystwa Geologicznego.
W dniu 7 lutego 2007 Tadeusz Depciuch został na ulicy potrącony przez samochód. Zmarł dwa dni później. Pochowany jest na cmentarzu Północnym (Wólka Węglowa) w Warszawie.

## Wybrane publikacje
- Depciuch T., Lis J., Przeniosło S. & Sylwestrzak H., 1965, Powstawanie anomalii uranowych w aluwiach i ich wykrywalność zależnie od uziarnienia analizowanych frakcji. Prz. Geol., 3: 104–107. Warszawa.
- Depciuch T., Lis J., Przeniosło S. & Sylwestrzak H., 1965, Porównywalność i efektywność uranometrycznych zdjęć geochemicznych przy oznaczaniu uranu metodą chemiczną i radiometryczną oraz porównanie ich z radiometrycznym zdjęciem gamma. Prz. Geol., 4: 158–162. Warszawa
- Depciuch T., 1968, Geochemia i geneza koncentracji uranu w górnokarbońskich osadach klastycznych niecki śródsudeckiej. Biul. Inst. Geol., 214: 76–180. Warszawa
- Depciuch T., 1971a, Oznaczenia wieku bezwzględnego za pomocą wolumetrycznej odmiany metody K-Ar stosowanej w Instytucie Geologicznym. Kwart. Geol., 15 (3): 483–496. Warszawa
- Depciuch T., 1971b, Wiek bezwzględny granitoidów strzegomskich określony metodą K-Ar. Kwart. Geol., 15 (4): 862–869. Warszawa.
- Depciuch T. & LIS J., 1971c, Izochronowa kontrola i interpretacja wyników oznaczeń wieku bezwzględnego K-Ar. Kwart. Geol., 15 (3):497–506. Warszawa.
- Depciuch T. & Lis J., 1971d, Wiek bezwzględny K-Ar granitoidów masywu Karkonoszy. Kwart. Geol., 15 (4): 855–861. Warszawa.
- Depciuch T., 1972a, Wiek bezwzględny (K-Ar) granitoidów kłodzko-złotostockich i strefy Niemczy. Kwart. Geol., 16 (1): 103–112. Warszawa.
- Depciuch T. & Lis J., 1972b, Wiek bezwzględny (K-Ar) granitoidów strzelińskich. Kwart. Geol., 16 (1): 95–102. Warszawa.
- Depciuch T., 1973a, Geochronologia. [W:] Skały platformy prekambryjskiej w Polsce. Cz. 1 Podłoże krystaliczne. Prace Inst. Geol., 68: 126–129. Warszawa.
- Depciuch T., 1973b, Wiek bezwzględny i pozycja stratygraficzna sjenitów oraz zasadowo-alkalicznych skał północno-wschodniej Polski. Kwart. Geol., 17 (2): 223–233. Warszawa.
- Depciuch T., 1974a, Badania geochronologiczne skał magmowych. [W:] Skały platformy prekambryjskiej w Polsce. Cz. 2 Pokrywa osadowa. Prace Inst. Geol., 74: 81–83. Warszawa.
- Depciuch T., Lis J. & Sylwestrzak H., 1975, Wiek izotopowy K-Ar skał podłoża krystalicznego północno-wschodniej Polski. Kwart. Geol., 19 (4): 759–779. Warszawa.
- Depciuch T., Lis J. & Sylwestrzak H., 1980, K-Ar ages of the Owl Mts gneiss raft. Acta Geol. Pol., 30 (4): 507–517.
- Depciuch T., 1992, Dubletonowa budowa cząstek elementarnych. Prz. Geol., 40 (4): 270–271. Warszawa.